# Japanische Invasion von Celebes
1. Borneo – Tarakan – Celebes – Balikpapan (See) – Balikpapan (Land) – West-Borneo – Samarinda (Ost-Borneo) – Banjarmasin (Süd-Borneo) – Ambon – Straße von Makassar – Sumatra – Palembang – Badung – Timor – Bali – Riau-Inseln – 1. Javasee – Sundastraße – Java – 2. Javasee – Niederländisch-Neuguinea – Kleine Sundainseln – Molukken – 2. Borneo
Die Japanische Invasion von Celebes fand als Teil der Operation H vom 11. Januar bis zum 27. März 1942 während des Pazifikkriegs im Zweiten Weltkrieg statt.

## Vorgeschichte
Celebes, das heutige Sulawesi, liegt auf halbem Weg zwischen Neuguinea und Borneo. Makassar an der Südspitze der Insel ist etwa 800 Kilometer von Surabaya und etwa 740 Kilometer von Kupang entfernt. Die Insel war als Basis für die Luftangriffe während der Landung auf Ost-Java von großer strategischer Bedeutung für die Japaner. Auf Celebes lagerten Rohstoffe wie Nickel und Eisenerz, das auch nach Japan exportiert wurde.

## Japanische Planung
Am 6. November 1941 gab die Armee-Abteilung des Imperialen Generalhauptquartiers (Daihon’ei) ihr Konzept der Invasionsoperation bekannt. General Terauchi Hisaichi wurde noch am selben Tag vom Kaiser Hirohito persönlich zum Oberbefehlshaber der Südarmee ernannt. Er erhielt den Befehl, sich auf die Beschlagnahme strategischer Gebiete im Süden vorzubereiten, gemeinsam mit der Zusammenfassung der Operationen der Südarmee und dem Zentralabkommen zwischen Armee und Marine für die Südoperation. Am 10. November schloss Terauchi mit seinen Stabsoffizieren Vereinbarungen über die Südoperation mit den Oberbefehlshabern der Kombinierten Flotte und der 2. Flotte. Gleichzeitig erteilte er seinen untergeordneten Einheiten die Befehle bezüglich der operativen Vorbereitungen. Am 15. November trat auf Befehl der südlichen Armee sein Oberkommando in Kraft und die südliche Armee gab den Einsatzplan für den Süden heraus.
Vorrangig für die Planung der japanischen Operationen im Gebiet Niederländisch-Ostindien war die Einnahme der Insel Java, da sich dort das Hauptquartier der niederländischen KNIL-Einheiten befand. Um dieses Ziel zu erreichen, wurde ein umfangreicher Angriffsplan erarbeitet. Er basierte auf dem auf den Philippinen ausgegebenen Zentralabkommen Nr. 1.
Im Einzelnen wurde festgelegt, dass zuerst Tarakan und Manado zu erobern sind, sowie strategische Punkte in der Makassarstraße, der Molukkensee und der Bandasee. Gleichzeitig sollte die 16. Armee mit vereinten Kräften, wie der südlichen Expeditionsflotte und der Invasionsarmee von Malaya, die Einkreisung von Java vorantreiben, um Java im Zentrum schnell zu erobern.
In der Vorgehensweise war festgelegt, dass zuerst die Lufthoheit herzustellen ist, sowie feindliche U-Boote und Seeminen mittels starker Eskortierung der Seestreitkräfte ausgeschaltet werden. Feindliche Landstreitkräfte sollten schon von See und aus der Luft bekämpft und möglichst neutralisiert werden. Was die Eroberung strategischer Punkte in Niederländisch-Ostindien betraf, so war die Zerstörung und Beschlagnahme der wichtigen Luftwaffenstützpunkte des Feindes, im Besonderen Samarinda II und Singkawang II auf Borneo, sowie Manado I, Manado II und Kendari II auf Celebes, das Hauptziel. Dazu sollte auf Celebes ein gleichzeitig von Osten und Westen geplanter Zangenangriff ausgeführt werden.
Der zeitliche Ablauf sah demnach folgendes vor:
1. Eroberung der Gebiete im Osten von Celebes und der Bandasee mittels Marineeinsätzen bei Manado (ca. 10. Januar), Kendari (ca. 20. Januar) und Makassar (zwischen 25. Januar bis 14. Februar), sowie Armeeeinsätze auf Ambon (ca. 25. Januar) und in Kupang (ca. 5. Februar)Vizeadmiral Ibō Takahashi

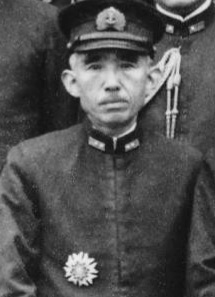
Vizeadmiral Ibō Takahashi

2. Das Gebiet der Makassarstraße und des östlichen Java in Zusammenarbeit mit der Armee - Tarakan (ca. 10. Januar), Balikpapan (ca. 20. Januar), Banjarmasin (ca. 30. Januar) und das Gebiet um Surabaya (ca. 16. Februar). Je nach Situation in Verbindung mit der Armee die Eroberung von Makassar um den 5. Februar und Bali fast gleichzeitig mit der Eroberung von Surabaya.
3. Westliches Java in Zusammenarbeit mit der Armee das Gebiet um Batavia (etwa um den 16. Februar)[2]

Verantwortlich für den Angriff auf den östlichen Teil Niederländisch-Ostindiens  war die Oststreitmacht von Vizeadmiral Ibō Takahashi, der das Kommando am 26. Dezember übertragen bekam. Sie basierte auf der 3. Flotte mit dem 5. und 7. Kreuzergeschwader, sowie der 2. und 4. Zerstörerflottille, als Teil der in Taiwan stationierten Südflotte von Vizeadmiral Kondō Nobutake. Die Ostflotte wurde mit den Angriffslandungen in Manado, Kendari und Makassar auf Celebes sowie auf den Inseln Ambon, Timor und Bali beauftragt.
Für Manado hatte die japanische Marine beschlossen zwei Hauptlandetruppen einzusetzen. Dies war zum einen die 1. Sasebo-Speziallandungseinheit der Marine unter dem Kommando von Kapitän zur See Kunizō Mori mit rund 2500 Mann, bestehend aus dem 1. Bataillon unter Major Shiga Masanari und dem 2. Bataillon unter Major Hashimoto Uroku. Dazu gehörte eine gepanzerte Kompanie, die mit leichten Panzern des Typs 95 ausgerüstet war. Die andere Einheit war die 1. Yokosuka-Speziallandungseinheit unter dem Kommando von Horiuchi Toyoaki.

## Die Situation auf Celebes

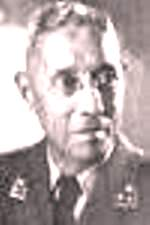
Oberst Marinus Voren

Die niederländische Garnison auf Celebes bestand aus rund 3100 Mann, unter dem Oberbefehlshaber Oberst Marinus Voren. Davon befanden sich 1500 in der Gegend von Manado unter dem Kommando von Major B.F.A. Schilmöller, 1200 in Makassar und 400 in Kendari.
Schilmöllers Haupteinheiten waren

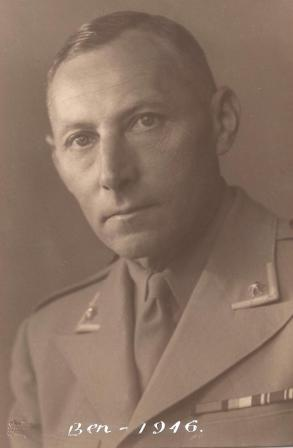
Major B.F.A. „Ben“ Schilmöller

- Die Compagnie Menado - 188 einheimischen Männer unter dem Kommando von Hauptmann W. F. J. Kroon, verstärkt durch zwei oder drei Maschinengewehr-Abteilungen.
- Die Mobiele Colonne - eine mobile Einheit bestehend aus etwa 45 Mann unter dem Kommando von Oberstabsfeldwebel A. J. ter Voert, die gegen einen möglichen japanischen Luftlandeangriff eingesetzt werden sollte.
- Das Reservekorps Oud Militairen - bestehend aus fünf Kompanien pensionierter niederländisch-ostindischer Armeeangehöriger unter dem Kommando von Hauptmann W. C. van den Berg. Das Durchschnittsalter des Korps lag bei über 50 Jahren.
- Die Kort Verband Compagnie - neun Sektionen unter dem Kommando von Kapitän J. D. W. T. Abbink.
- Die Europäische Miliz en Landstorm Compagnie - rund 200 schlecht ausgebildete Männer unter dem Kommando von Oberleutnant F. Masselink.
- Die Menadonese Militie Compagnie - ungefähr 400 einheimische Truppen unter dem Kommando von Kapitän J. H. A. L. C. de Swert.
- Die Stadswacht - etwa 100 Männer, die mit Jagdgewehren bewaffnet waren und vom 1. Leutnant M. A. Nolthenius de Man kommandiert wurden.

Den Truppen standen zwei veraltete 75-mm-Kanonen und drei noch ältere 37-mm-Marinegeschütze, die zur Verteidigung der Tasoeka Marinebasis am Tondanosee auf Lastwagen montiert waren, zur Verfügung.
- Die Garnison in Kendari zählte ungefähr 400 Mann, die von Hauptmann F. B. van Straalen befehligt wurden. Die Garnison bestand aus folgenden Einheiten:

- KNIL Infantry Company (20 unabhängige Trupps) mit etwa 400 Offiziere und Soldaten, sowie 4 Panzerwagen unter dem Kommando von Hauptmann E. G. T. Anthonio

- Eine Flugabwehrbatterie mit 2 × 40 mm Kanonen

- Ein Flugabwehr-Maschinengewehrzug

In der Region um Makassar waren ungefähr 1000 Mann stationiert, von denen etwa die Hälfte professionell ausgebildet war. Im Südwesten von Celebes befanden sich weitere 200 Mann. Oberstleutnant Jan Gortmans, der von Java kam, rekrutierte rund 400 Eingeborene für militärische Zwecke in Enrekang und begann sie für den Guerillakrieg auszubilden.
Nur ein Viertel aller dieser Soldaten konnte als vollwertig angesehen werden. Darüber hinaus verfügten die dortigen Truppen über sehr wenige Maschinengewehre und gute Schusswaffen, so war die einheimische Miliz nur mit alten Schrotflinten ausgerüstet. Kampfflugzeuge, Flugabwehrgeschütze und moderne Kommunikationsausrüstung fehlten vollständig, und es waren nicht genügend Sprengstoffe vorhanden, um den Abriss der Brücken vorzubereiten.
Mit diesen sehr begrenzten Kräften musste Schilmöller die Flugplätze in Mapanget (Manado I), in Langoan (Manado II) und den Marinestützpunkt in Tasoeka und Manado selbst, verteidigen.
Major Schilmöller hatte erkannt, dass er gegen starke japanische Einheiten machtlos war. Daher hatte er befohlen, falls sie landen sollten, an einigen befestigten Stellen im Landesinneren starken Widerstand zu leisten, insbesondere auf dem Flugplatz südlich des Tondanosees. Ansonsten sah er sich nur im Stande Guerillakriege zu führen. Um dies zu unterstützen, waren im Landesinneren neun Geheimdepots eingerichtet worden, die leichte Waffen, Munition und Lebensmittel enthielten.
Ende Januar 1942 waren alle Kinder und Frauen europäischer Herkunft nach Java evakuiert worden. Die Frauen und Kinder der einheimischen KNIL-Soldaten wurden in die zwei Bergdörfer Malino und Pakato, östlich von Makassar evakuiert, wo es Lager gab.

## Landungsvorbereitungen
Eine erste Aufklärung des Zielgebiets um Manado wurde am 24. Dezember 1941 geflogen. Anschließend fanden fast täglich Aufklärungsflüge von land- und seegestützten Einheiten statt. Ziele waren wiederum die Gebiete um Manado und Gorontalo, westlich von Manado. Am 26. Dezember entdeckten sie fünf Flugboote auf der Wasserflugzeugbasis bei Manado, die sie angegriffen, beschossen und in Brand setzten. Ansonsten meldeten sie keinerlei feindliche Sichtungen.
Weitere Aufklärungsflüge führten die Japaner mit Flugbooten über der Celebessee, der Molukkensee, dem Golf von Tomini, der Straße von Makassar und der Sulusee durch. Außer einem feindlichen Kreuzer, einem Zerstörer und einem Handelsschiff gab es auch hier keine weiteren Sichtungen.

## Die Landung der Japaner

### Manado und Kema
Die Ostgruppe mit der 1st Base Force unter Konteradmiral Kubo Kyuji lief am 9. Januar von der Magnagabucht östlich von Davao auf den Philippinen aus. Sie bestand aus dem Leichten Kreuzer Nagara, dem Minenleger Aotaka, dem Frachter Tsukushi Maru, den schnellen Transportern P 1, P 2 und P 34, den Minensuchern W 7, W 8, W 9, W 11 und W 12 der 21. Minensucherdivision, sowie den U-Boot-Jägern Ch 1 und Ch 3. Die 1. Sasebo-Speziallandungeinheit fuhr auf sechs Transportern zum Ziel. An diesem Tag flog ein alliiertes Flugzeug zur Aufklärung über die Schiffe und drei Schwere Bomber kamen, um Bomben abzuwerfen, aber es gab keinen Schaden an den Schiffen.
Die Flotte wurde durch die 2. Zerstörerflottille unter Konteradmiral Tanaka Raizō mit dem Kreuzer Jintsū und den Zerstörern Kuroshio, Oyashio, Natsushio und Hayashio der 15. und der 16. Zerstörerdivision mit der Yukikaze, Tokitsukaze, Amatsukaze und Hatsukaze gesichert.
Als Sicherung aus der Luft diente die  21. Marine-Fliegergruppe aus Davao und das 11. Trägergeschwader mit den Seeflugzeugträgern Chitose und Mizuhō unter Konteradmiral Ruitarō Fujita.
Eine weitere Deckungsflotte unter Konteradmiral Takagi Takeo lag weiter nördlich in der Celebessee. Sie bestand aus den Schweren Kreuzern Haguro und Nachi sowie den Zerstörern Inazuma und Ikazuchi. Etwas weiter südlich lag die 5. U-Boot-Flottille mit I-59, I-60, I-62, I-64, I-65 und I-66.
In der Nacht vom 10. auf den 11. Januar landeten ungefähr 1800 japanische Marinesoldaten um 3:00 Uhr in Kema an der Ostküste und etwa 1400 um 4:00 Uhr in Manado an der Westküste der Minahasa-Halbinsel. Trotz mehrerer Angriffe durch alliierte Flugzeuge verliefen die Landungen problemlos.
Major Schilmöller ordnete sofort die Zerstörung der Hafenanlagen, der Schweröltanks und der Lagerhäuser von Manado an. Allerdings lag dies in der Verantwortung der dafür zuständigen örtlichen Zerstörungstrupps. Einige KNIL-Einheiten zogen sich auf vorher befestigte Punkte zurück und es kam zu vereinzelten Scharmützeln. Damals wurde angenommen, dass mehrere hundert Japaner dabei getötet wurden.
Auch in Kema wurden wichtige Einrichtungen in Brand gesteckt und an mehreren Stellen stiegen Flammen in den Himmel.
Bis zum späten Nachmittag dauerten vereinzelte Luftangriffe auf die Landeplätze und Schiffe an. So wurde beispielsweise die Jintsū vor Manado liegend, eine Stunde lang von sechs zweimotorigen Lockheed-Bombern attackiert. Sie wurde dabei nicht beschädigt, lichtete aber den Anker und wurde sicherheitshalber 185 Kilometer nördlich von Manado evakuiert. Drei PBY-Flugboote beschossen und bombardierten Kema anderthalb Stunden lang, ohne japanische Verluste, nur die Amagisan Maru wurde nachmittags durch einen Nahtreffer am Rumpf beschädigt.

#### Langoan-Flugfeld (Manado II)
Der kommandierende Offizier für die Verteidigung des Tondanosees und des Flugplatzes in Longoan war Hauptmann W. C. van den Berg. Der Flugplatz selbst wurde von 41 Brigaden unter dem Kommando von 1. Leutnant J.G. Wielinga verteidigt. Wielinga hatte seinen Kommandostand in Kampong Langoan, wo er 11 Brigaden in Reserve hielt. Der Rest seiner Truppen und ein Overvalwagen waren auf dem Flugplatz stationiert. Oberstabsfeldwebel H. J. Robbemond hatte das Kommando.

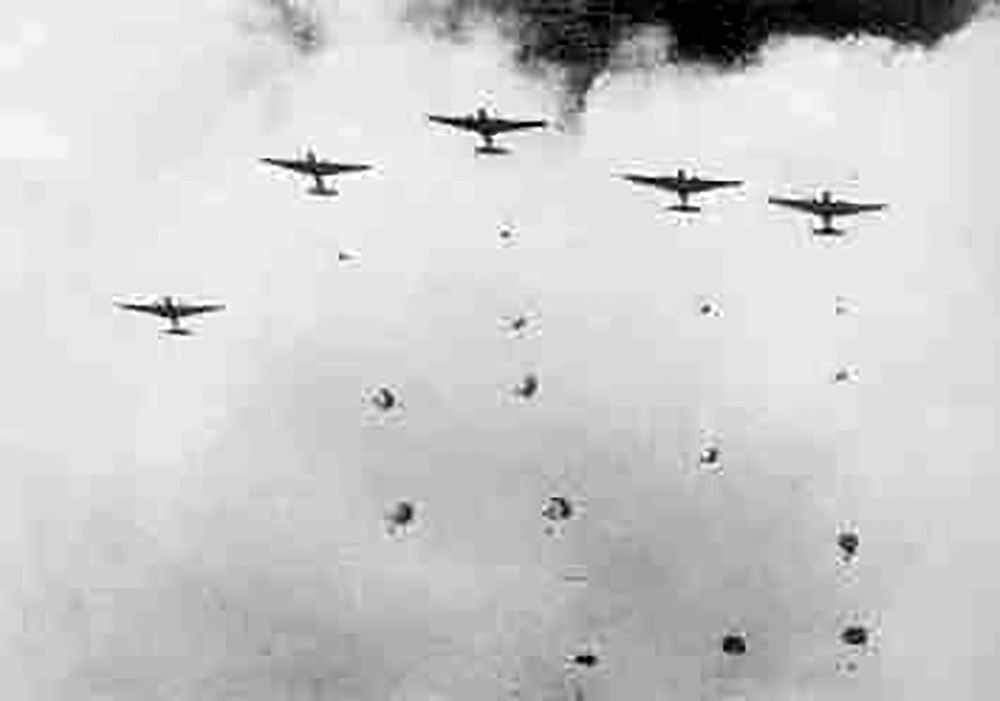
Absprung der 1. Yokosuka-Speziallandungseinheit über dem Langoan Flugfeld

Die 1. Yokosuka-Speziallandungeinheit der japanischen Marine unter dem Kommando von Horiuchi Toyoaki startete am 11. Januar in Davao mit 28 Transportflugzeugen des Typs G3M-L3YI des 1001. Daitai Luftfahrtbataillon zum ersten Kampfeinsatz japanischer Fallschirmjäger. Um 9:00 Uhr sprang die erste Gruppe mit  334 Mann in zwei Kompanien aus geringer Höhe 60 Kilometer südlich der Stadt Manado über dem Langoan-Flugfeld ab. Sie hatten die Aufgabe das Flugfeld sowie die Flugbootbasis bei Kakas am Südufer des Tondanosees einzunehmen. Der Absprung fand aus einer Höhe von etwa 150 Metern statt und bis zur Landung vergingen nur 28 Sekunden. Als die japanischen Fallschirmspringer sich noch in der Luft befanden, wurden sie von KNIL-Truppen beschossen, die den Außenbereich des Flugplatzes verteidigten. Ein japanisches Flugzeug wurde als verloren gemeldet, einschließlich der Fracht der Yokosuka-Einheit. Die gelandeten Japaner begannen umgehend mit Pistolen auf die Verteidiger zu schießen und einige rannten zu den mit abgeworfenen Containern, um sich dort schwerere Waffen zu holen.

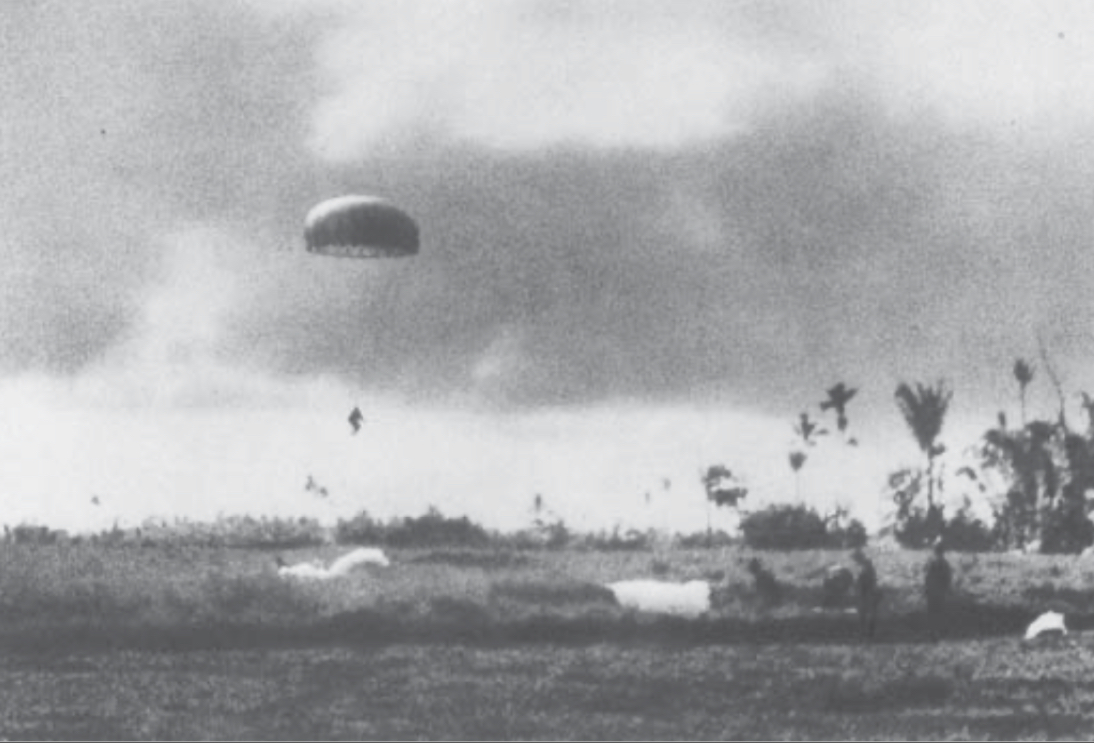
Fallschirmjäger auf dem Flugfeld Manado II

Am nächsten Morgen sprang die zweite Gruppe mit 185 Mann der 3. Kompanie als Verstärkung über dem Flugfeld ab. Während der etwa anderthalb Stunden dauernden Schlacht gelang es den Fallschirmjägern das Flugfeld zu erobern, wobei sie jedoch schwere Verluste erlitten. Unter anderem fiel der Kommandant, Hauptmann Someja, der Fallschirmjägertruppe. Gegen Nachmittag erreichten weitere japanische Einheiten zusammen mit drei Tanketten des Typ 94 TK das Flugfeld.
In dem Wissen, dass die Schlacht verloren war, befahl van den Berg seinen verbleibenden Truppen, sich ins Landesinnere zurückzuziehen und einen Guerillakrieg zu beginnen. Nach einem fünfstündigen Rückzugskampf waren 140 niederländische und einheimische Soldaten gefallen sowie 48 verwundet. Eine große Anzahl KNIL-Soldaten ergab sich und wurde von den Japanern gefangen genommen. Viele richteten die Japaner hin, als Vergeltung für die während der Schlacht erlittenen Opfer. Während der Landungen beklagten die Japaner 35 Tote, inklusive dreier Offiziere.
Der japanische Kommandant begann umgehend Kampfflugzeuge zu landen und den eroberten Flugplatz zur Unterstützung der Landoperationen der Invasion auf See zu nutzen. Obwohl der Einsatz der Kampfflugzeuge aufgrund der Verzögerung beim Minensuchen und des unzureichenden Zustands der eingenommenen Flugplätze hinter dem Zeitplan zurückblieb, konnten ab Mitte Januar Luftangriffe auf Kendari, Makassar, Samarinda, Balikpapan und Ambon geflogen werden. Auch der Start der Operation zur Landung bei Kendari verzögerte sich etwas.

### Kendari
Kendari liegt im Südosten von Celebes an der Kendaribucht, einer Bucht der Bandasee. Das Flugfeld Kendari II befindet sich etwa 24 Kilometer südwestlich und wurde von einer KNIL-Abteilung in der Stärke von rund 400 Mann bewacht. Im Falle eines japanischen Angriffs sollte eine Hälfte der Abteilung versuchen eine Landung an der Küste in der Nähe der Stadt Kendari abzuwehren und die andere Hälfte das Flugfeld etwa 20 Kilometer landeinwärts verteidigen. Wenn die Verteidigung versagen sollte, mussten die Gebäude auf dem Flugplatz zerstört werden und die Truppen waren angewiesen auf einen Guerillakampf zurückgreifen, zu der sie sich in Ambakari, etwa 100 Kilometer von der Küste entfernt, einfinden mussten. Der Sammelpunkt, an dem ein Guerillahauptquartier eingerichtet worden war, war allerdings nicht allen untergeordneten Kommandanten mitgeteilt worden.
Das Ostgeschwader unter Konteradmiral Kubo verließ ihren Ankerplatz bei Bangka, nördlich von Manado, am 21. Januar in Richtung Kendari. Das Geschwader bestand aus der 1. Base Force mit dem Kreuzer Nagara, dem Minenleger Aotaka, dem Frachter Tsukushi Maru, den schnellen Transportern P 1, P 2 und P 34, den Minensuchern W 7, W 8, W 9, W 11 und W 12, den U-Bootjägern Ch 1, Ch 2 und Ch 3 und sechs Transportern, die die 1. Sasebo-Speziallandungseinheit an Bord hatten.
Sicherung fuhren die Zerstörern der 15. und 16. Zerstörerdivision, Kuroshio, Oyashio, Hatsushio, Hayashio, Yukikaze, Tokitsukaze, Amatsukaze und Hatsukaze. Die Luftsicherung übernahm die 23. Fliegergruppe der Marine und das 11. Trägergeschwader mit den Wasserflugzeugtendern Chitose und Mizuho.
Der strategisch wichtige Flugplatz Kendari II im südöstlichen Teil von Celebes fiel am 24. Januar 1942 vollständig in japanische Hände. Die Truppen aus Manado landeten völlig unerwartet nördlich der Stadt Kendari und die dortigen KNIL-Einheiten wurden ohne ernsthafte Kämpfe besiegt.
Beim Verlassen der Ankerplätze wurden die japanischen Schiffe vom amerikanischen Seeflugzeugtender Childs entdeckt, der gerade den Hafens von Kendari verließ. Bedingt durch ein Gewitter mit starkem Regen und hohem Wellengang entging die Childs einer Entdeckung durch zwei Zerstörer. Gegen 8:00 Uhr wurde sie dann von sechs japanischen Flugzeugen angegriffen, aber nicht getroffen. Sie entkam anschließend nach Süden.
Die kleine Einheit der KNIL am Landeplatz konnte den Truppenführer auf dem Flugfeld, Kapitän E. G. T. Anthonio, nicht warnen, da es noch keine Telefonverbindung gab. In Kendari befahl Kapitän Anthonio den ungefähr 80 Soldaten in zwei Gruppen nach Norden durch das Gelände nach Ambakari zu marschieren, wobei eine Gruppe verloren ging und in japanische Hände fiel. Die andere Gruppe, zu der Kapitän Anthonio selbst gehörte, hatte Ambakari noch nicht erreicht, als sie den, allerdings falschen, Bericht hörte, dass die Japaner bereits dort waren. Kapitän Anthonio beschloss daher durch Ambakari in den Südwesten von Celebes zu gelangen, wo er Makassar erreichen könnte.
Unterdessen kam es am Flugfeld beim Angriff der Japaner zu einer Panik, gegen die der Flughafenkommandant, Kapitän F. B. van Straalen machtlos war. Die technische Ausrüstung konnte zwar zerstört werden, aber nur ein kleiner Teil des großen Bombenbestands. Eine halbe Stunde nach der Zerstörung war das Flugfeld in japanischer Hand. Kleinere KNIL-Gruppen konnten die Südküste erreichen und nach Timor übersetzen. Eine Gruppe, die den Sammelpunkt bei Ambakari kannte, zog dorthin und fand dort auch Kapitän van Straalen mit weiteren 60 Soldaten vor. Insgesamt versammelte Kapitän Anthonio etwa 90 Männer in Ambakari. Einige von ihnen schafften es zweimal den Japanern Verluste zuzufügen. Am 26. Februar erhielten sie von Oberst M. Vooren einen Funkbefehl, dass sie sich den Truppen im Südwesten von Celebes anschließen sollten. Die Männer marschierten in drei Kolonnen zum Golf von Bone, überquerte diesen in Proas und konnten sich um den 18. März bei dem verantwortlichen Mann in Enrekang melden.

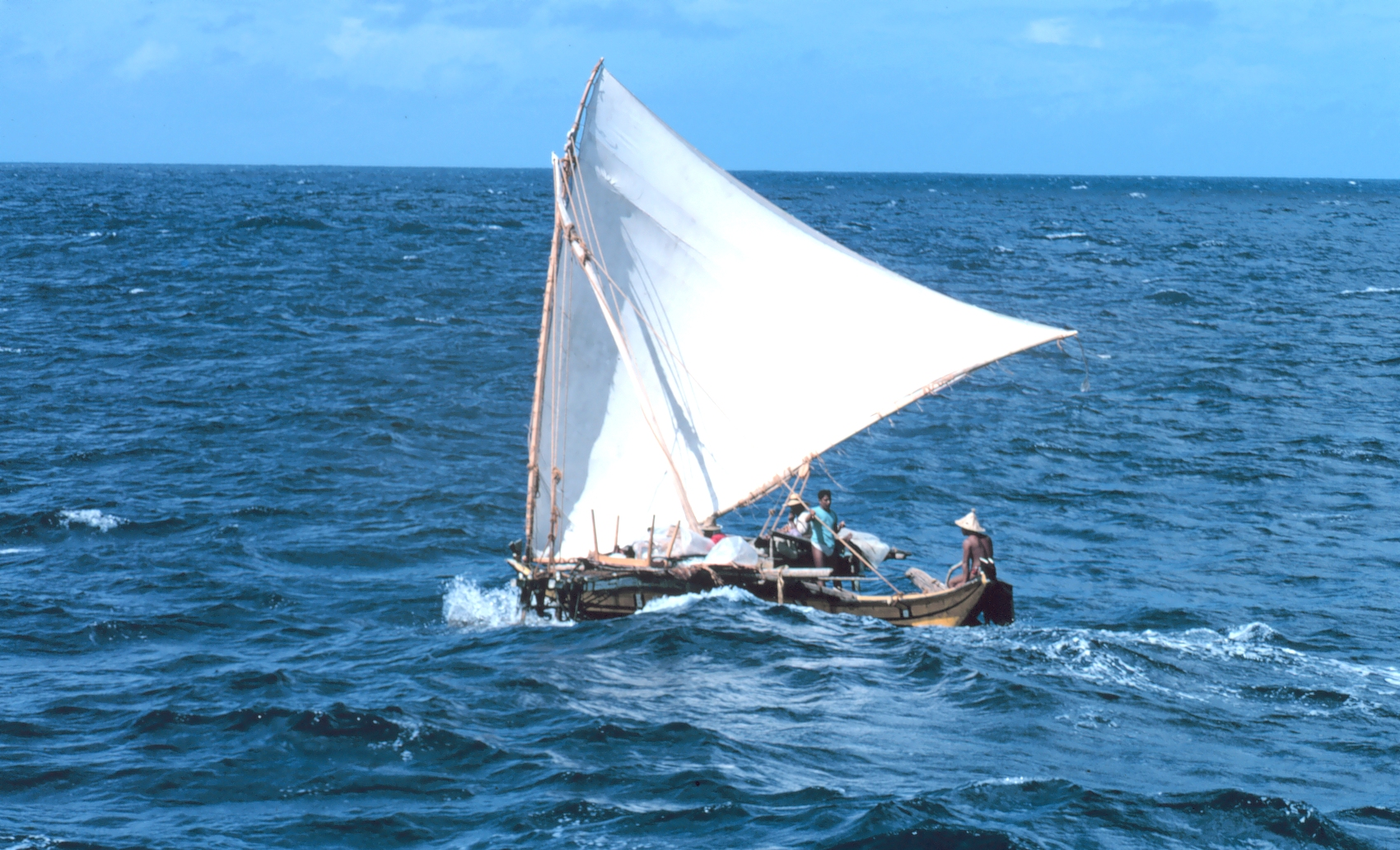
Ein Proa in voller Fahrt

Während die bis dahin von den Japanern eroberten Flugfelder in einem schlechten Zustand waren, war Kendari II ein bemerkenswert ausgezeichneter und großer Flugplatz, der ohne nennenswerte Verbesserungen genutzt werden konnte und zudem für große Kampfbomber geeignet war. Dies war besonders wichtig für Luftangriffe auf niederländische Stützpunkte auf Java, die zur Vorbereitung der dortigen Landungsoperationen durchgeführt werden sollten. Schon am 25. Januar landeten 25 japanische Kampfflugzeuge auf dem Flugfeld und am nächsten Tag folgten ihnen 27 Bomber. Am 3. Februar flogen erstmals 26 japanische Bomber aus Kendari II kommend einen Angriff auf Surabaya.
In der Staringbucht, südlich von Kendari gelegen, richteten die Japaner einen strategisch wichtigen Marinestützpunkt ein.

### Makassar
In der Zwischenzeit hatte die 11. Luftflotte bei der Operation Z, einer großen Luftkampagne, die vom 3. bis 5. Februar gegen Ost-Java von Balikpapan und Kendari mit der 2. Flugzeugträgerdivision und der 21. sowie die 23. Luftflotte durchgeführt wurde, große militärische Gewinne erzielt. Es waren viele alliierte Flugzeuge und Marineschiffe in Ost-Java zerstört worden.
Die Operation zur Eroberung von Makassar durch eine Marineeinheit wurde unmittelbar nach der Operation Z durchgeführt, wobei die militärischen Erfolge der Luftoperation ihr zugutekamen.
Konteradmiral Kubo lief am 6. Februar mit der Invasionsflotte in Richtung Makassar, das er zwei Tage später erreichte. Zur Unterstützung kamen die Zerstörer Kawakaze, Umikaze, Minegumo, und Natsugumo mit den Minensuchern W 15, W 16, W 17 und W 18 unter dem Kommando von Konteradmiral Sueto Hirose aus Balikpapan hinzu.
Das amerikanische U-Boot S-37 unter dem Kommando von Leutnant James C. Dempsey feuerte einen Torpedo auf den Zerstörer Natsushio der kurz darauf sank.
Konteradmiral Karel Doorman versuchte mit den Leichten Kreuzern De Ruyter, Tromp und zwei Zerstörern der ABDA-Flotte die Invasionsflotte zu erreichen, brach aber kurz nach dem Auslaufen die Aktion wieder ab, da er die falsche Nachricht erhalten hatte, dass die japanische Flotte in Richtung Norden abgedreht hätte.
Ungefähr 8000 japanische Soldaten wurden in der Nähe von Makassar und südlich von Makassar in Jeneponto an Land gebracht. Sie machten sich sofort auf den Weg nach Makassar. Unterwegs kam es zu einem Gefecht mit einer KNIL-Wache an einer Brücke, bei dem die Japaner einige Verluste erlitten. Nachdem sie die Niederländer überwältigt hatten, wurden diese in Dreiergruppen gefesselt und von der Brücke ins Wasser geworfen. Makassar wurde kurz darauf kampflos von den Japanern eingenommen.

## Nach der Invasion
Major Schilmöller, dem Ende Januar per Funk befohlen worden war, nach Makassar zu fliehen, das fast 1000 km Luftlinie entfernt liegt, kam mit einem Motorboot nicht weiter als Poso. Er kam dort mit fünfzehn anderen Soldaten an und fand weitere sechzig unter dem Kommando von Leutnant W. H. J. E. van Daalen vor. Zwei weitere Abteilungen der KNIL schlossen sich der Gruppe in Poso an, von denen eine von Leutnant J. A. de Jong kommandiert wurde. Schilmöllers Absicht war es, mit allen verfügbaren Truppen im Gebiet südlich von Poso die Japaner zu bekämpfen. Als er jedoch am 9. März von der Kapitulation der KNIL-Einheiten erfuhr, beschloss er sich zu ergeben, teilweise um japanische Strafmaßnahmen gegen seine Soldaten und die Einheimischen zu verhindern. Van Daalen und de Jong führten jedoch den Kampf mit ein paar Dutzend Unteroffizieren und mehr als hundert Männern weiter. Es gelang ihnen sogar eine japanische Landung in Poso zurückzuschlagen. Anfang Mai zogen sie sich dann in den Dschungel zurück als ungefähr fünfhundert Japaner in Poso eintrafen.
Mitte Juni konnte Leutnant de Jong über den Radiosender der National Administration in Kolonedale Kontakt zu den niederländischen Behörden in Australien aufnehmen. Er bat darum Waffen, Munition und Lebensmittel zu schicken. Die Antwort folgte über einen US-Radiosender in San Francisco, der am 20. Juni in seiner regulären Sendung eine „Nachricht an Leutnant de Jong“ mit folgendem Inhalt sendete:

„Ihre Signale wurden in Australien empfangen. Wir empfehlen, dass Sie uns nicht erneut anfunken, da dies Ihre Position verraten würde. Sie müssen diesen Sender jedoch weiter hören. Es dauert mehrere Wochen, bis Sie die Hilfe erhalten, um die Sie gebeten haben.“

Einige Tage später landeten die Japaner in Kolonedale und zerstörten den Funksender. Die Nachschubpakete wurden Mitte Juli von einem B-24-Bomber abgeworfen. Eine Gruppe nach der anderen wurde kurz darauf von den Japanern gefangen genommen. Die beiden Leutnants wurden Anfang August aufgespürt und wurden einige Wochen später hingerichtet. Zwanzig weitere Unteroffiziere der KNIL wurden in Poso enthauptet. Nur wenige kamen in Gefangenschaft.